# Google Cloud Connect
Google Cloud ConnectとはGoogleにより公開されていた、無料のクラウドコンピューティングプラグイン。Windows Microsoft Office 2003、2007、2010に対応しており、Microsoft Wordドキュメント、PowerPointプレゼンテーション、Excelスプレッドシートのファイルを、Google DocsフォーマットもしくはMicrosoft OfficeフォーマットでGoogle Docsへ自動的に保存や同期することができる。Google Docのコピーは各Microsoft Officeドキュメントがセーブされたと同時に自動的にアップデートされる。Microsoft Officeドキュメントはオフラインで編集でき、オンラインになった時同期される。Google Cloud SyncはMicrosoft Officeドキュメントの旧版を保持し、複数のユーザーが同時に同じドキュメントで協働作業することもできる。
しかしながら、Googleにより「2回めの春の大掃除」と題された2013年3月13日の発表で、同年4月30日に廃止されることとなった。なお、2015年7月21日にはGoogleによって新たに同種のプラグインとしてGoogle Drive plug-in for Microsoft Officeが公開されている。

## 機能
Google Cloud Connectは自動もしくは手動でMicrosoft Office 2003、2007、2010のドキュメントをGoogle Docsに同期させることができる。ドキュメントは特定のユーザーによるプライベートアクセスのために保護したり、協働作業のために特定の人物との共有や、誰にでも公表することができる。また、ドキュメントを過去の版に巻き戻すこともできる。
- バックアップ:Microsoft Officeドキュメントを自動もしくは手動でGoogle Docsにバックアップし、同時にローカル保存できる[9]。Video
- 同期: 内容が変更された特定のコンピュータでオフラインドキュメントは他のコンピュータで開かれた時に同期できる[10]。Video
- 保護: Google Docsと同期されたMicrosoft Officeドキュメントは特定の人物にだけアクセスできるようにすることができる[11]。
- 共有: Google Docsと同期されたMicrosoft Officeドキュメントをセレクトした人物にだけアクセスできるようにすることができる[12]。Video
- 編集: 共有されたドキュメントを他人は閲覧だけにするか編集可能に設定することができる[13]。Video
- 公開: Google Docsと同期されたドキュメントを誰でもアクセスできるように効果的に公開することができる[14]。
- 協働作業: 複数のユーザーが同時に同じドキュメントで作業することができる[15]。Video
- 通知: ある人がドキュメントを編集した時にドキュメントを共有している他人にEメールでそれを知らせることができる[16]。Video
- 印刷: Google Cloud Printを使ってローカル接続かリモートネットワーク接続のプリンターに印刷することができる。
- 比較: ドキュメントの旧版はユーザーが旧版と比較するために保持されている[17]。Video
- 巻き戻し: ユーザーはドキュメントの旧版に巻き戻すことができる[18]。
- グリーン: グリーンコンピューティングで印刷やバイト数の大きファイルの送信無しでドキュメントを共有することができる。リンクのみを送信する。
- モバライズ: Google Syncを使ってドキュメントをほとんどのインターネット接続された携帯電話を使って閲覧編集するために同期することができる。
- 無料: 無料で1GBのストレージを使用することができる。お金を払えばで16テラバイトまで増やすことができる[19]。